# Lilly Aspell
Lilly Aspell (Kilmarnock, Ayrshire, Escocia, 23 de octubre de 2007) es una actriz y saltadora ecuestre británica.

## Biografía, primeros años y educación
Aspell nació en Kilmarnock, Ayrshire, siendo hija de la escocesa Donna Caldwell y del irlandés Paddy Aspell. Pasó su primera infancia en Springside. Creció en Inglaterra, primero en Richmond, Yorkshire del Norte, donde asistió a la escuela primaria Crakehall, y luego a Newmarket, Suffolk, con su madre y su padrastro.

## Carrera
Habiendo crecido en una familia ecuestre, Aspell tiene aspiraciones de montar para el Team GB. Tenía "cuatro o cinco años" cuando empezó a practicar saltos. En Countryside Live 2017, ganó la Competencia de Saltos Talentosos, y su equipo Kildale Wonder Women ganó el título del Equipo Junior de Northern Show Cross. En 2020, se convirtió en embajadora de Theraplate. Aspell ganó la segunda ronda de Blue Chip Pony Newcomers y participó en el Horse of the Year Show (HOYS) de 2022.
Aspell comenzó a actuar cuando un agente de talentos la descubrió mientras estaba de compras en Londres. Hizo su debut cinematográfico en la película del Universo DC Wonder Woman (2017), como la joven Diana, un papel que repetiría en Wonder Woman 1984 en 2020. Aspell realizó la mayoría de sus propias acrobacias para el papel. También apareció en la película Extinction e hizo su debut televisivo como la joven Linda en la serie de Amazon Prime The Pursuit of Love.
En 2023, Aspell tuvo un papel protagónico en la película de acción Retribution junto con Liam Neeson.

## Filmografía

### Películas
| Año  | Título                  | Papel                 | Notas |
| ---- | ----------------------- | --------------------- | ----- |
| 2017 | Wonder Woman            | Joven Diana           |       |
| 2018 | Extinction              | Megan                 |       |
| 2018 | Holmes & Watson         | Niña de noticias      |       |
| 2020 | Wonder Woman 1984       | Joven Diana           |       |
| 2023 | Retribution             | Emily Turner          |       |
| 2024 | Young Woman and the Sea | Joven Margaret Ederle |       |
| 2024 | Here                    | Betania               |       |

### Televisión
| Año  | Título                            | Papel       | Notas                                         |
| ---- | --------------------------------- | ----------- | --------------------------------------------- |
| 2020 | DC Super Hero Girls               | Joven Diana | Papel de voz; episodio: "#AwesomeAuntAntiope" |
| 2021 | The Pursuit of Love               | Joven Linda | Miniserie; 1 episodio                         |
| 2021 | Hansel & Gretel: After Ever After | Gretel      | Película para televisión                      |